# Machaerium chiapense
Machaerium chiapense är en ärtväxtart som beskrevs av Townshend Stith Brandegee. Machaerium chiapense ingår i släktet Machaerium och familjen ärtväxter. Inga underarter finns listade i Catalogue of Life.